# Frederick Bedell
Frederick Bedell (* 12. April 1868 in Brooklyn, New York; † 3. Mai 1958 in Pasadena, Kalifornien) war ein US-amerikanischer Physiker.

## Leben
Bedell studierte bis 1890 Klassische Physik an der Yale University in New Haven (Connecticut).
1892 promovierte Bedell unter Edward Leamington Nichols in der neu geschaffenen Fakultät für Physik der Cornell University in Ithaca, New York (USA).
Nach der Promotion blieb er in Cornell und wurde an der Fakultät für Physik Professor of Applied Electricity (Professor für angewandte Elektrizität).
Bedell blieb bis zu seiner Emeritierung an der Cornell University.
Bedell War seit der Gründung der Physical Review durch Edward Leamington Nichols und Ernest Merritt (1865–1948) 1892 für 30 Jahre Redaktionsmitglied, die letzten 10 als deren Leiter.
Von 1914 bis 1917 war er Manager und von 1917 bis 1918 Vizepräsident des American Institute of Electrical Engineers (AIEE) aus dem später durch Fusion das Institute of Electrical and Electronics Engineers (IEEE) hervorging.

## Werk
Sein wichtigster Beitrag zur Elektrotechnik waren Untersuchungen zum Wechselstrom und deren theoretische Untermauerung. Das noch heute für die Phasenlage des Wechselstroms gebräuchliche j wurde von Bedell 1892 eingeführt.
Zusammen mit Albert Cushing Crehore schrieb er das Standardwerk Alternating Currents (Wechselstrom). Seine Forschungsergebnisse fasste er in dem 1896 erschienenen Buch Principles of the Transformer (Funktionsprinzip der Transformatoren) sowie dem 1909 erschienenen Werk Direct and Alternating Current Testing (Versuche mit Gleich- und Wechselstrom) zusammen.
Die Nutzung von Flugzeugen im Ersten Weltkrieg führten zu einer Verschiebung von Bedells Forschungsschwerpunkten und mündeten in einer systematischen Aufarbeitung der Physik des Fliegens.
Bedell erfand ein auf der Knochenleitung basierendes stationäres Hörgerät, das über die Zähne, durch einfaches Zusammendrücken eines Fortsatzes des Gerätes zwischen Ober- und Unterkiefer, den Schall in den Schädel einleitete. Zahlreiche ähnliche Geräte wurden seit 1880 immer wieder patentiert, jedoch konnte erst durch den von Bedell beschriebenen Frequenzgangumsetzter, Sprache annähernd verzerrungsfrei und damit gut verständlich, übertragen werden. Es ermöglichte tauben Menschen nicht nur Radio zu hören, sondern unter anderem auch Diktaphoneaufnahmen zu transkribieren.